# Station Strzybnica Wąskotorowa
Station Strzybnica Wąskotorowa is een spoorwegstation in de Poolse plaats Tarnowskie Góry (Strzybnica).